# Nancy Storace

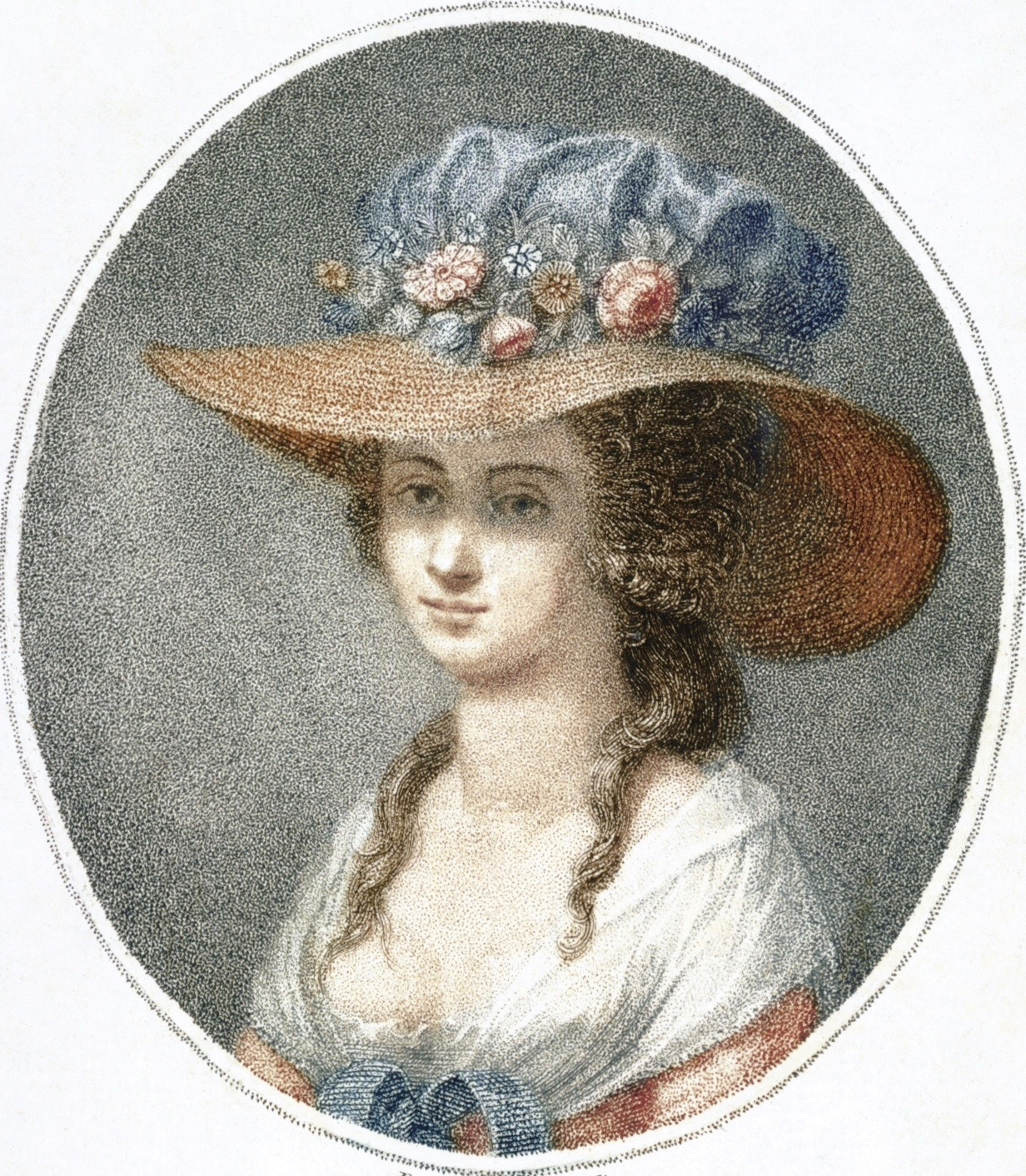
Pietro Bettelini: Nancy Storace (1788)

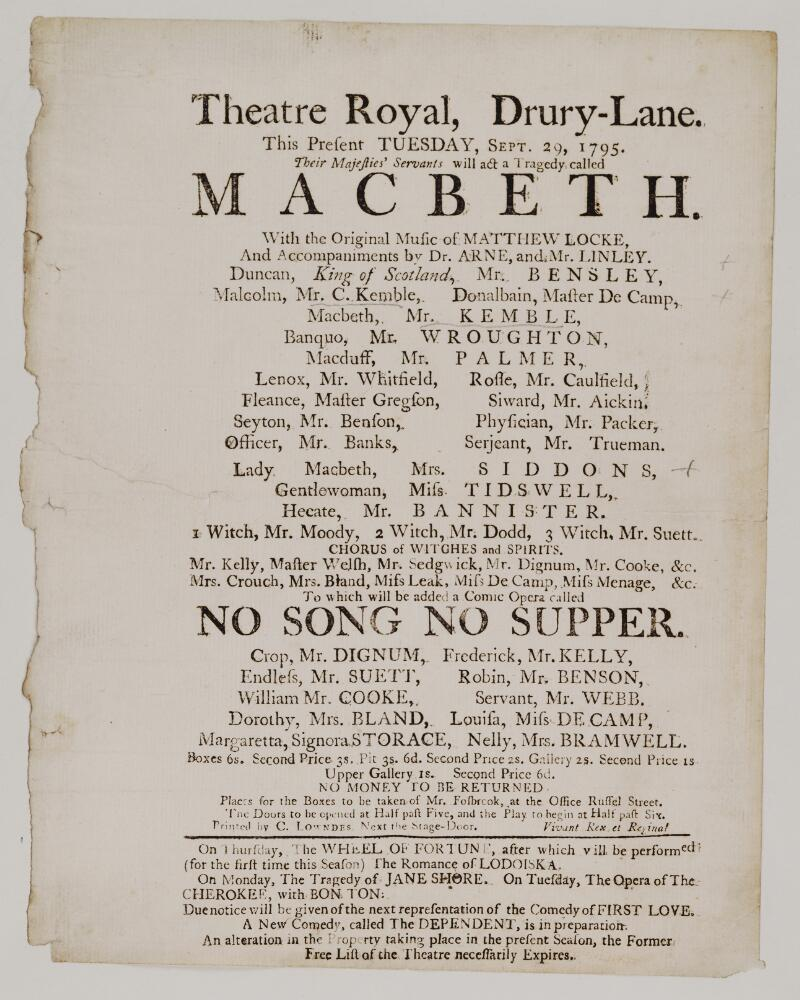
Signora Storace singt in No song, no supper (1795)

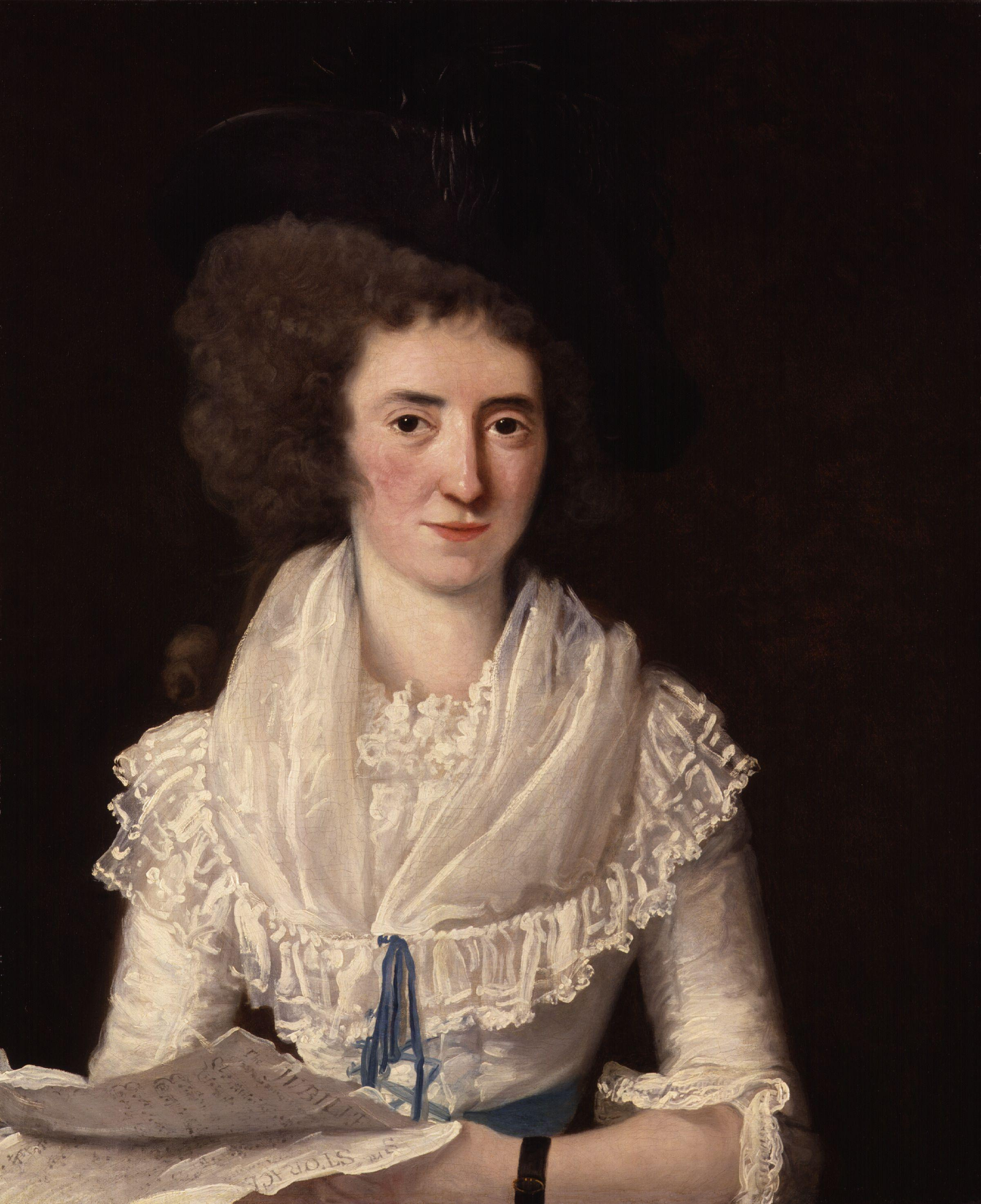
Benjamin Van der Gucht: Nancy Storace (um 1790)

Nancy Storace (eigentlich Ann(a) Selina Storace, geboren 27. Oktober 1765 in London; gestorben 24. August 1817 in Dulwich) war eine italienisch-britische Sopranistin.

## Leben
Nancy Storace war die Tochter des italienischen Kontrabassspielers Stefano Storace (1725–1781), der das Orchester in Vauxhall Gardens leitete. Ihre Mutter Elizabeth war eine englische Flötistin, ihr älterer Bruder Stephen Storace wurde ebenfalls Musiker.
Storace war Schülerin des Kastraten Venanzio Rauzzini und debütierte 1776 in der von diesem komponierten Oper Le ali d’amore. Zur weiteren Ausbildung ging sie nach Venedig in die Schule von Antonio Sacchini. 1780 trat sie am Teatro della Pergola in Florenz auf, in Konkurrenz zum Kastraten Luigi Marchesi, 1781 in Parma und sie sang 1782 an der Mailänder Scala die Rolle der Magd in der Uraufführung der Oper Fra i due litiganti il terzo gode von Giuseppe Sarti.
1783 hatte Storace am Teatro San Samuele in Venedig so großen Erfolg, dass der österreichische Gesandte Graf Giacomo Durazzo, ehemaliger Wiener Bühnenintendant, sie für ein ungewöhnlich hohes Jahresgehalt von tausend Dukaten an die beiden Wiener Hoftheater vermittelte. Sie zog mit ihrer Mutter nach Wien, ihr Bruder folgte und machte dort Karriere als Komponist.
In Wien debütierte Storace in der Partie der Gräfin in Antonio Salieris Oper La scuola de’ gelosi. Sie heiratete am 21. März 1784 in der Schottenkirche den exzentrischen englischen Violinvirtuosen John Abraham Fisher (1744–1806), als ihr Trauzeuge fungierte der irische Tenor Michael Kelly. John Abraham Fisher erwies sich als prügelnder Ehegatte, sodass die Ehe getrennt und er vom Kaiser außer Landes verwiesen wurde. Aus dieser kurzen Heirat entsprang eine Tochter, getauft Maria Anna Fisher (später als Josepha bezeichnet) die am 30. Jänner 1785 auf die Welt kam. Nur ein paar Monate später, am 17. Juli, starb das Kind. Im April wurde ihr zu Ehren eine Akademie gegeben. Nachdem sie 1784 bereits aufgrund einer Erkrankung die Rolle der Lisetta in Giovanni Paisiellos Il re Teodoro in Venezia, die Paisiello ursprünglich für sie geschrieben hatte, ablehnen musste, konnte sie auch die für sie geschriebene Hauptrolle in Salieris Il ricco d’un giorno wegen Unpässlichkeit nicht annehmen.
1785 sang sie in der Opera buffa Gli Sposi malcontenti, ein Werk ihres Bruders Stephen Storace. Bei der Uraufführung im alten Burgtheater am Michaelerplatz der Oper am 1. Juni versagte mitten im ersten Akt ihre Stimme und sie blieb zur Regenerierung mehrere Monate den Bühnen Wiens fern. Anlässlich ihrer Erkrankung komponierten Mozart, Salieri und Cornetti (Cornetti ist möglicherweise ein Pseudonym des Bruders) gemeinsam die Kantate Per la ricuperata salute di Ofelia für ihre Genesung.
Am 7. Februar 1786 sang sie an der Seite von Celeste Coltellini in Salieris Prima la musica e poi le parole die Rolle der Eleonora, in der sie den Kastraten Luigi Marchesi zu imitieren hatte. Im selben Jahr sang sie in der Uraufführung der Oper Una cosa rara von Martín y Soler die Partie der Lilla. Sie hatte bereits in Solers Il burbero di buon cuore die Hauptrolle der Angelica gespielt.
Am 1. Mai 1786 sang sie die Susanna in der Uraufführung von Le nozze di Figaro im alten Burgtheater unter der Leitung des Komponisten.
Mozarts Opernkomposition Il sposo deluso, in der Storace die Emilia singen sollte, blieb ein Fragment. Ebenso komponierte er für die von ihm sehr geschätzte Sängerin die Konzertarie Ch’io mi scordi di te?, KV 505, möglicherweise für Storaces Abschied aus Wien.
Storace kehrte 1787 nach London zurück, sie wurde begleitet von ihrem Bruder und dem Komponisten Thomas Attwood sowie Michael Kelly.
In London trat sie erstmals am King’s Theatre in Giovanni Paisiellos Gli schiavi per amore auf. 1789 sang sie in der englischen Premiere der Oper Il Barbiere di Siviglia von Giovanni Paisiello. Ab 1789 spielte sie im Drury Lane Theatre, darin auch in Opern ihres Bruders Stephen Storace.
Nach dessen Tod verließ sie 1796 das Drury-Lane-Theater und unternahm Konzerttourneen mit ihrem neuen Lebensgefährten, dem Tenor John Braham, den sie nicht heiraten konnte, da ihr Ehemann noch lebte. Sie hatten den 1802 geborenen Sohn William Spencer Harris Braham. 1799 wirkten beide an der Mailänder Scala in der Uraufführung der Oper Il Ritratto von Niccolò Antonio Zingarelli mit. Um 1812 kam es zu einer komplizierten Trennung der beiden.
Storace erwarb sich auch Ansehen als Konzert- und Oratoriensängerin und sang 1791 in der Westminster Abbey und 1792 in der Hereford Cathedral. Ab 1801 war sie an der Covent-Garden-Oper engagiert, dort verabschiedete sie sich 1808 mit einem Auftritt in der Oper No Song, No Supper ihres Bruders aus dem Jahr 1790.

## Möglicher zweiter Bruder
In den Geburtsmatriken der Pfarre Am Hof in Wien, kommt ein Karl Storace, Mitarbeiter im k.k. Hoftheater, vor. Mit seiner Frau Theresia geb. Kutschera hat er die Kinder Carolina Eleonora Theresia (* 24. Februar 1799, † 6. Juni 1800) und Karl Joseph (* 12. Oktober 1800) gezeugt.